# Imigração portuguesa no Peru
Luso-peruano ou português peruano é um peruano que possui ascendência portuguesa ou um português que reside no Peru. 

## História
A imigração portuguesa no Peru teve início na época do Vice-reino do Peru. Foi gradual sem ser massiva. Sobretudo foram marinheiros que viajavam ao largo da costa peruana, e posteriormente entravam no país seguindo a rota para o Atlântico através do rio Amazonas. Há também registo de luso-brasileiros nas cidades circundantes da fronteira Brasil-Peru.
Estima-se o total de imigrantes portugueses seja em torno de 14 mil pessoas, mas os seus descendentes poderão chegar a 1 milhão de peruanos, entre descendentes diretos e indiretos, o que representa cerca de 3,5% do total nacional.

## Peruanos de ascendência portuguesa
- Kerwin Peixoto, futebolista.[2]
- Luis de Souza Ferreira, futebolista e engenheiro civil.
- Rolando Sousa Huanambal, advogado e político.
- Janet Barboza, apresentadora de televisão.
- Tommy Portugal, cantor de cumbia.
- Jorge Foinquinos, engenheiro civil, empresário e político.
- Osnar Noronha, futebolista do Argentinos Juniors.